# Ljusskär (Lemland, Åland)
Ljusskär är ett skär i Åland (Finland). Det ligger i Skärgårdshavet och i kommunen Lemland i landskapet Åland, i den sydvästra delen av landet. Ön ligger nära Mariehamn och omkring 280 kilometer väster om Helsingfors.
Öns area är 3 hektar och dess största längd är 280 meter i nord-sydlig riktning. Närmaste större samhälle är Mariehamn, 6,6 km nordväst om Ljusskär.